# Felix Sandman
Karl Felix Wilhelm Sandman (Värmdö, 25 ottobre 1998) è un cantante e attore svedese, membro della boy band FO&O dal 2013 al 2017.

## Biografia
Felix Sandman ha fatto parte del gruppo FO&O dalla sua formazione nel 2013 allo scioglimento nel 2017. Con loro ha pubblicato due album e quattro EP, e ha partecipato al Melodifestivalen 2017 con Gotta Thing About You piazzandosi 11º nella finale.
Il cantante ha avviato la sua carriera da solista con la sua partecipazione al Melodifestivalen 2018, dove si è piazzato al 2º posto nella finale dietro a Benjamin Ingrosso, ma la canzone che ha presentato, Every Single Day, si è rivelata il maggiore successo commerciale dell'edizione, rimanendo in vetta alla classifica svedese per quattro settimane consecutive. Inoltre è stato il portavoce per i punteggi della giuria svedese all'Eurovision Song Contest 2018.
Con Benjamin Ingrosso ha successivamente pubblicato il singolo Tror du att han bryr sig, una rivisitazione in lingua svedese di una canzone di Ingrosso pubblicata l'anno precedente. Il singolo si è piazzato 7º in classifica in Svezia e ha ottenuto il doppio disco di platino per le oltre 160 000 unità vendute a livello nazionale. A luglio Felix Sandman ha pubblicato un nuovo singolo, Imprint, che ha raggiunto il 52º posto in classifica e ha anticipato, il 14 settembre 2018, l'uscita del suo album di debutto Emotions.
Ad aprile 2019 ha debuttato come attore in Quicksand la prima serie televisiva svedese targata Netflix basato sull'omonimo libro Sabbie mobili di Malin Persson Giolito. Nel successivo novembre è stata confermata la sua partecipazione al Melodifestivalen 2020 con Boys with Emotions. Ha raggiunto la finale del programma, piazzandosi 7º su 12 partecipanti.
Tra il 2019 e il 2020 prende parte alla serie televisiva Natale con uno sconosciuto, anch'essa targata Netflix.

## Discografia

### Solista

#### Album in studio
- 2018 – Emotions

#### Singoli
- 2018 – Every Single Day
- 2018 – Tror du att han bryr sig (con Benjamin Ingrosso)
- 2018 – Imprint
- 2018 – Lovisa
- 2019 – Miss You like Crazy
- 2019 – Something Right
- 2019 – Happy Thoughs (con Benjamin Ingrosso)
- 2020 – Boys with Emotions
- 2020 – Don't Look Back in Anger
- 2020 – Relations (feat. Astrid S)

##### Collaborazioni
- 2018 – Starfish (Rhys feat. Felix Sandman)

### Con i FO&O
- 2014 – Off the Grid
- 2017 – FO&O

## Filmografia

### Televisione
- Quicksand (Störst av allt), regia di Per-Olav Sørensen (2019)
- Natale con uno sconosciuto (Hjem til jul), regia di Per-Olav Sørensen (2019-2020)
- Last Light: il crollo (Last Light) - miniserie televisiva, 5 episodi (2023)